# Cladura macnabi
Cladura macnabi är en tvåvingeart som beskrevs av Alexander 1944. Cladura macnabi ingår i släktet Cladura och familjen småharkrankar. Inga underarter finns listade i Catalogue of Life.